# Rood visgraatje
Het rood visgraatje (Theridion pictum) is een spinnensoort uit de familie van de kogelspinnen (Theridiidae). De wetenschappelijke naam van de soort werd in 1802 als Aranea picta gepubliceerd door Charles Athanase Walckenaer.
De soort komt voor in vrijwel het gehele Holarctisch gebied en is geïntroduceerd in Zuid-Afrika.